# 羅伯特·薩頓·哈靈頓
羅伯特·薩頓·哈靈頓（英語：Robert Sutton Harrington，1942年10月21日—1993年1月23日）是一位美國天文學家，曾在美國海軍天文台（USNO）工作。哈靈頓出生於維吉尼亞州紐波特紐斯附近。他的父親是一位考古學家。 
哈靈頓在美國海軍天文台工作，另一位天文學家詹姆斯·克里斯蒂在冥王星影像中發現凸起後向他諮詢，後來發現這些凸起原來是冥王星衛星卡戎。 因此，有些人認為哈靈頓是卡戎的共同發現者，儘管克里斯蒂通常獨享榮譽。根據物理定律，根據雙星系統的軌道周期很容易確定其質量，因此哈靈頓首次計算出了冥王星-卡戎系統的質量，其質量甚至低於先前對冥王星質量的最低估計。
在大部分職業生涯中，他主張冥王星以外存在一顆X行星，並支持對其進行搜尋，最初與湯姆·範·法蘭德斯 (Tom Van Flandern)合作。
哈靈頓於1993年死於食道癌。

## 榮譽
小行星3216以他的名字命名。

## 家庭
1976年，哈靈頓與運動員貝蒂-珍·梅考克（Betty-Jean Maycock）結婚，育有兩個女兒—艾美和安。